# Canpotex

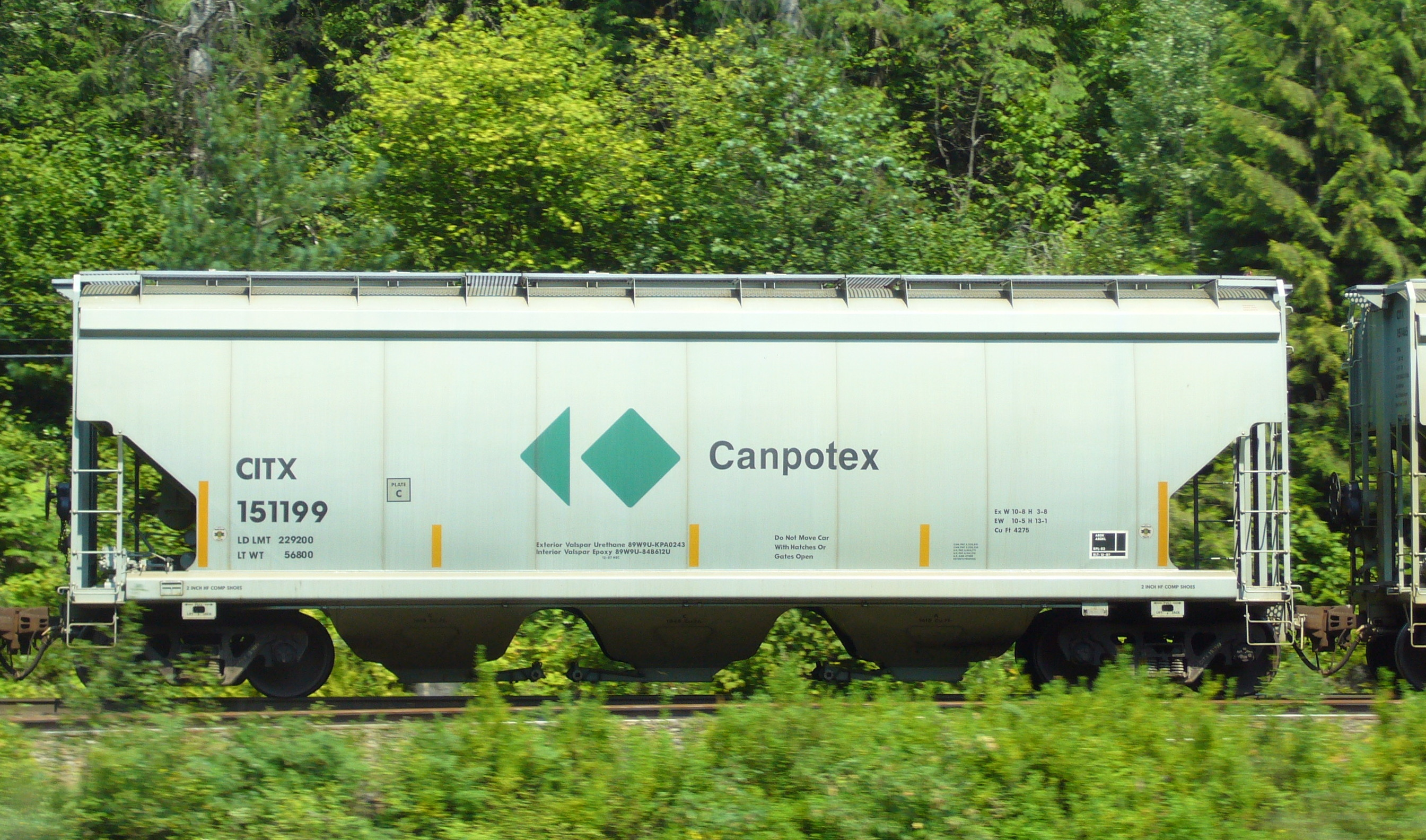
Güterwaggon mit „Canpotex“-Aufschrift

Canpotex (kurz für: Canadian Potash Exporters) ist eine gemeinsame Vertriebsgesellschaft der zwei großen Düngemittelhersteller Nutrien (vormals: Potash Corporation of Saskatchewan und Agrium) und The Mosaic Company. Sie wurde 1970 gegründet um den Verkauf kanadischen Kalisalzes außerhalb Amerikas zu forcieren. Canpotex nimmt eine wichtige Rolle auf dem weltweiten Markt für Kalidünger ein und dominiert diesen zusammen mit Uralkali und Belaruskali. Diese beiden Unternehmen unterhielten lange Zeit ihrerseits eine gemeinsame Vertriebsgesellschaft mit dem Namen Belarusian Potash Company.
Canpotex betreibt nach eigenen Angaben rund 5.300 Güterwaggons und mehrere gecharterte Schüttgutfrachter zum Transport von Kalisalz. Die Hauptabsatzmärkte für Canpotex liegen in Mittel- und Südamerika sowie Südostasien. Brasilien, China, Indien, Indonesien und Malaysia zeichnen für 75 % der jährlichen Ausfuhren verantwortlich.